# Ormrotsblomfluga
Ormrotsblomfluga (Cheilosia sahlbergi) är en tvåvingeart som först beskrevs av Becker 1894.  Ormrotsblomfluga ingår i släktet örtblomflugor, och familjen blomflugor.
Artens utbredningsområde är Finland. Arten är reproducerande i Sverige. Inga underarter finns listade i Catalogue of Life.